# 23 Schritte zum Abgrund
23 Schritte zum Abgrund (Originaltitel: 23 Paces to Baker Street) ist ein US-amerikanischer Kriminalfilm von Regisseur Henry Hathaway aus dem Jahr 1956 mit Van Johnson, Vera Miles und Cecil Parker in den Hauptrollen. Der Film wurde von der Twentieth Century Fox nach dem Roman A Warrent for X von Philip MacDonald produziert.

## Handlung
Der überaus erfolgreiche und gefeierte amerikanische Dramatiker und Schriftsteller Phillip Hannon reagiert seit einem Unfall, der ihn erblinden ließ, auf seine direkte Umgebung mit unverhohlener Gereiztheit und Verbitterung. Buchstäblich über Nacht zum Schwarzseher geworden, hat er sich ganz in seiner Arbeit vergraben, die ihm letzten emotionalen Halt vor dem absoluten Nihilismus bietet, ihn aber im Grunde seines Herzens zu Tode langweilt, weil sie ihn an ein steriles Tonband fesselt, mit dem er philosophische Zwiegespräche führt. Intellektuell seiner Umwelt weit überlegen, hat er sich abrupt von seinen Mitmenschen, ehemaligen Freunden und der Außenwelt zurückgezogen und lebt seit zwei Monaten weitestgehend isoliert allein nur mit dem gutherzigen Butler Bob Matthews in einer komfortablen Wohnung im Londoner Stadtbezirk Kensington.
Als ihn völlig unerwartet seine ehemalige Sekretärin und Ex-Verlobte Jean Lennox aus den Staaten in seiner Wohnung in London besucht, um ihm zum phänomenalen Erfolg seines Theaterstückes in New York zu gratulieren, schlägt ihr nach anfänglicher Sympathie plötzlich unverhohlener Sarkasmus und Reserviertheit entgegen, als sie sich bei ihm nach dem Grund seines plötzlichen Weggangs und seiner Bitterkeit erkundigt. Hannon will sich in ihrer Gegenwart jedoch keine Sentimentalität erlauben, in seinen Augen eine Blöße, und weist Jean schroff und spröde ab. Doch Jean, die den Dichter trotz seiner Erblindung immer noch liebt, lässt sich nicht so einfach zurückweisen. Sie spürt, dass Hannons harte Fassade reiner Selbstschutz ist, um durch sein erlittenes Schicksal nicht in Verzweiflung, Selbstmitleid und in Depressionen zu verfallen. Sie möchte ihm gerne helfen, doch Phil Hannon macht es ihr nicht leicht und schickt Jean mit einer zynischen Bemerkung zurück in ihre gemietete Londoner Wohnung, um vor der Premiere seines Stückes im Londoner Theater noch einen Abstecher in seine Stammkneipe zu machen. Der Adler ist eine Gaststätte, die unweit von seiner Kensingtoner Wohnung liegt. Als Bob ihn dorthin begleiten will, weist er auch dessen Hilfe unwirsch zurück und macht sich allein auf den Weg.
In der Kneipe angekommen, setzt sich Hannon an seinen angestammten Platz und bestellt bei der Barfrau einen doppelten Whisky, um sich von der Konfusion seiner Gefühle zu erholen, die Jeans unangekündigter Besuch in seiner Wohnung bei ihm zweifelsfrei hervorgerufen hat. So wird er plötzlich unfreiwilliger Ohrenzeuge eines konspirativen Gespräches zweier Personen hinter ihm, die mit dem Rücken zu ihm sitzen, nur getrennt durch eine Milchglasscheibe. Seine übrigen Sinne, die Akustik und sein Geruchssinn sind seit seiner Erblindung um ein Vielfaches geschärft, und so kann er, nur unterbrochen von einem lauten Flipperautomat in der Barmitte, das Gespräch fast vollständig mitverfolgen. Er leitet aus dem Inhalt, den Gesprächsfetzen und den emotionalen Reaktionen zwischen einem Evans und einer anderen Person ab, dass am 10. des Monats ein Verbrechen geplant sei. Völlig aus seiner anfänglichen Untergangsstimmung gerissen, hat er jedem Wort gebannt gelauscht.
Als das kurze, aber unheimliche Gespräch beendet ist und die beiden Personen die Gaststätte verlassen, kommen sie an seinem Tisch vorbei. Eine der Personen lässt in der Nähe seines Tisches unbeabsichtigt einen Handschuh fallen, worauf Hannon für einen kurzen Moment in der Lage ist, den Körpergeruch der Fremden wahrzunehmen. Ihm fällt dabei ein seltsamer Geruch auf, den er aber im Augenblick nicht zu deuten vermag. Er bittet die Barfrau an seinen Tisch, um die beiden Unbekannten zu beschreiben. Die Barfrau, die eigentlich kein sonderliches Interesse an diesem Gespräch hat, erzählt von einem Mann und einer Frau, ihre Beschreibung ist dabei äußerst oberflächlich. Hannon will schon ungehalten reagieren, als wenige Augenblicke später Bob die Kneipe betritt, der trotz Jeans Ratschlag, Hannon nicht zu bemuttern, ihm schließlich aus Sorge um seine Trinkgewohnheiten doch noch in den Adler gefolgt ist. Aber auch Bob kann bei der Personenbeschreibung der beiden Unbekannten nicht weiter helfen, da er niemanden beim Eintritt in die Gaststätte gesehen hat.
Wieder zurück in seiner Wohnung, rekapituliert Hannon minutiös das Gespräch mit Hilfe seines Tonbandes und spricht den Dialog der beiden Unbekannten emotional nach. Anschließend informiert er die Polizei. Er vermutet – bis zum 10. ist es bloß noch eine Woche –, dass es sich um Kidnapping oder Raub handeln könnte. Inspektor Grovening schickt ihn aber nach Hause und hält das für überspannte Phantasie. Phil ermittelt nun den Namen des Dufts, den er in der Bar gerochen hatte. Um ihn aufzumuntern, wollen Bob und Jean ihm helfen: Phil erinnert sich, sie habe den 73er Bus genommen und sei für einen adeligen Haushalt tätig. So begeben sie sich auf die Suche nach der unbekannten Frau, indem sie nächtens Adelsregister wälzen auf der Suche nach Lords mit kleinen Kindern, die in Knightsbridge wohnhaft sind. Der Fokus verdichtet sich bis zum Morgengrauen auf Lady Syrett bzw. deren Kindermädchen Janet Murch, die über die Agentur des Unity Domestic Bureau angestellt wurde. Dort gibt nun Jean vor, sich um eine Stelle zu bewerben.
Als sich Jean angelegentlich nach Janet erkundigt, wird der Agenturchef, Mr. Piling, misstrauisch, er fragt nach Jeans Adresse. Überrumpelt, gibt sie ihm diejenige von Hannon. Schon kurz darauf meldet sich eine Frau bei Hannon, die sich als Miss MacDonald ausgibt – sie trägt das Parfüm aus der Bar. Daher bittet Phil seinen Haushälter, ihr hinterherzueilen und ein Foto zu machen. Bob stürzt ihr hinterher, verfolgt sie mehrere Stunden, kauft nebenbei eine Kamera, als sie durch ein Warenhaus kommen, schafft es auch, sie zu fotografieren, verliert sie dann aber, als sich die Verfolgte in ein verlassenes Haus begibt. Nass und ermüdet kommt er mit der Kamera zurück. Als aber Lady Syrett auf dem entwickelten Foto keineswegs ihre Angestellte wiedererkennen kann, keilt der enttäuschte Phil gegen seinen Diener und gegen Jean aus. Dann beschließt er, eine Kleinanzeige zu schalten, in der das Kindermädchen Janet aufgefordert wird, seine Telefonnummer zu wählen. – In einer Szene, die in einer Bar spielt, wird eine bereits betrunkene Frau von einer schattenhaft bleibenden Figur dafür bezahlt, sich als das Kindermädchen Janet Murch auszugeben, ihr wird der Name das blinden Autors eingeprägt. Währenddessen beschließt die echte Janet, bei Phil anzurufen; indem sie jedoch noch von der Telefonzelle an der Themse spricht, erscheint Evans und zwingt sie, Phil ein Treffen „mit ihrem Vater“ in einer Stunde im Adler vorzuschlagen. Evans erdolcht Janet, nachdem sie aufgelegt hat, und wirft sie in die Themse.
Eine Stunde später treffen sich also eine Person, die vorgibt, Janet Murch zu sein, und Phil Hannon in der Bar. Der Schriftsteller versucht vergeblich den Eindruck zu erwecken, dass er sehen kann, der andere schlägt ihm vor, ihn zu Janet zu bringen. Als sie das Lokal verlassen, werden sie gerade noch von Bob erblickt, der den beiden folgt: Der Mann bringt Phil zu dem halb zerfallenen Haus und schließt ihn in einem Raum ein, dessen Rückwand bereits abgerissen ist. Als auch noch ein Stück des Fußbodens einbricht, erkennt Phil die Gefahr, in der er sich befindet, ruft um Hilfe und wird von seinem Diener gerettet. Wieder zu Hause, erkennt Phil in einer Szene mit seiner Ex-Verlobten, wie sehr er noch am Leben hängt. Nun, da Janets Leiche aus dem Fluss gezogen worden ist, beginnt auch Inspektor Grovening an die Theorie des Dramatikers zu glauben.
Phil, der sich für Janets Tod verantwortlich fühlt, wird mit Nahen des ominösen Datums von dem möglichen Verbrechen völlig vereinnahmt. Beim erneuten Abspielen des Bands erkennt er, dass mit dem Namen ‚Mary‘ der Luxusliner Queen Mary gemeint sein muss, der an diesem Morgen in London angelegt hatte. Mit Hilfe der Polizei überprüft er die Passagierlisten auf wohlhabende Reisende mit Kindern. Die argentinischen DeMesters mit ihrer siebzehnjährigen Tochter scheinen die einzigen Kandidaten. Als die Polizei zum Hotel eilt, erfährt sie, dass die Tochter mit Gouvernante verschwunden ist. Bei einer schnellen Suche in der Umgebung taucht der Rollstuhl und eine Puppe des Mädchens auf, an der Phil den verräterischen Duft feststellt.
Da er diesen Duft mit MacDonald in Verbindung bringen kann, schickt er die Polizei per Telefon zu dem verlassenen Haus, zu dem das vermeintliche Kindermädchen seinen Diener geführt und wo er gefangengehalten worden war. Dort trifft die Polizei denn auch auf das Mädchen und zwei seiner Entführer – allerdings nicht auf MacDonald. Plötzlich bricht das Telefongespräch mit der Polizei ab; Phil ahnt tödliche Gefahr für sich und Jean, die mit ihm in seiner Wohnung ist. Er will fliehen, doch im Treppenhaus vernimmt er Geräusche und mehrfach den Namen Evans. So zerschlägt er sämtliche Glühlampen und taucht dadurch die Wohnung in völlige Finsternis.
Als Evans die Wohnung betritt, kann er ihn verwirren, indem er die Tonbandaufnahme abspielen lässt. Den abgelenkten Einbrecher kann er in einen Kampf verwickeln, und beide geraten wieder auf der Treppe, Evans rutscht aus und fällt zu Tode. Als die herbeigerufene Polizei den Leichnam untersucht, stellt sich heraus, dass hinter Evans die als Mann verkleidete MacDonald steckt.
In der Schlussszene kosen sich die versöhnten Phil und Jean.

## Deutsche Synchronisation
Die Angaben zur deutschen Synchronfassung entstammen der Synchrondatenbank.de.
Die Synchronfassung entstand 1956 bei Elite Film Franz Schroeder GmbH in West-Berlin. Das Dialogbuch schrieb Fritz A. Koeniger. Die Dialogregie führte Rolf von Sydow.
| Rolle                | Darsteller      | Synchronsprecher |
| -------------------- | --------------- | ---------------- |
| Philip Hannon        | Van Johnson     | Eckart Dux       |
| Jean Lennox          | Vera Miles      | Bettina Schön    |
| Bob Matthews         | Cecil Parker    | Werner Lieven    |
| Alice MacDonald      | Patricia Laffan | Tilly Lauenstein |
| Inspektor Grovening  | Maurice Denham  | Fritz Tillmann   |
| Pillings             | Martin Benson   | Friedrich Joloff |
| Hotelportier Simmons | Ben Wright      | Bruno W. Pantel  |

## Kritiken
„Ein blinder Schriftsteller wird in London Zeuge eines Entführungs- und Mordplans, findet jedoch bei der Polizei kein Gehör und gerät bei dem Versuch, den Fall auf eigene Faust zu lösen, in Lebensgefahr. Nicht sehr realistischer, aber psychologisch interessanter und sehr spannender Kriminalfilm mit herausragender Kameraarbeit.“

## Produktionsnotizen
Das Szenenbild kam von Maurice Ransford und Lyle R. Wheeler. Der Tonschnitt stammt von Bernard Freericks und Harry M. Leonard. Die Kostüme lieferte Travilla, die Bauten schufen Fay Babcock und Walter M. Scott. Ben Nye sowie Helen Turpin zeichneten für Masken und Frisuren verantwortlich. Die Spezialeffekte kamen von Ray Kellogg. Lionel Newman hatte als Dirigent die musikalische Leitung. Drehort des Films war Barkers of Kensington, 63 Kensington High Street, Kensington, (London) in England.